# Wera May
Hermine Wera May (geboren 29. Dezember 1906 in Berlin; gestorben 24. Dezember 2003) war eine deutsche Juristin. Sie war von 1966 bis 1973 Mitglied des Staatsgerichtshofs des Landes Hessen.

## Leben
Seit 1. Juni 1965 war May Senatspräsidentin (später Vorsitzende Richterin genannt) am Oberlandesgericht Frankfurt am Main.
Am 25. Januar 1966 wurde May vom Wahlausschuss zum stellvertretenden richterlichen Mitglied des Hessischen Staatsgerichtshofs gewählt und vereidigt. Ihre Amtszeit endete am 28. März 1973.